# Bactris brongniartii
Bactris brongniartii é uma espécie de palmeira pertencente à família Arecaceae. É originária do sul da América tropical onde se distribui por Guiana Francesa, Guiana, Suriname, Venezuela, Bolívia, Colômbia, Peru e Brasil.

## Sinonímia
- Pyrenoglyphis brongniartii (Mart.) Burret, Repert. Spec. Nov. Regni Veg. 34: 251 (1934).
- Bactris pallidispina Mart. in A.D.d'Orbigny, Voy. Amér. Mér. 7(3): 62 (1844).
- Bactris flavispina Heynh., Alph. Aufz. Gew.: 57 (1846), nom. inval.
- Guilielma tenera H.Karst., Linnaea 28: 399 (1857).
- Bactris maraya-acu Barb.Rodr., Enum. Palm. Nov.: 36 (1875).
- Bactris rivularis Barb.Rodr., Enum. Palm. Nov.: 36 (1875).
- Bactris tenera (H.Karst.) H.Wendl. in O.C.E.de Kerchove de Denterghem, Palmiers: 234 (1878).
- Bactris piscatorum Wedd. ex Drude in C.F.P.von Martius & auct. suc. (eds.), Fl. Bras. 3(2): 354 (1881).
- Bactris cuyabaensis Barb.Rodr., Palm. Mattogross.: 42 (1898).
- Bactris stictacantha Burret, Notizbl. Bot. Gart. Berlin-Dahlem 11: 18 (1930).
- Pyrenoglyphis microcarpa Burret, Repert. Spec. Nov. Regni Veg. 34: 250 (1934).
- Pyrenoglyphis pallidispina (Mart.) Burret, Repert. Spec. Nov. Regni Veg. 34: 249 (1934).
- Pyrenoglyphis piscatorum (Wedd. ex Drude) Burret, Repert. Spec. Nov. Regni Veg. 34: 251 (1934).
- Pyrenoglyphis rivularis (Barb.Rodr.) Burret, Repert. Spec. Nov. Regni Veg. 34: 251 (1934).
- Pyrenoglyphis tenera (H.Karst.) Burret, Repert. Spec. Nov. Regni Veg. 34: 250 (1934).
- Bactris burretii Glassman, Rhodora 65: 259 (1963).[1]